# Pentaceros japonicus
Pentaceros japonicus е вид лъчеперка от семейство Pentacerotidae.

## Разпространение
Видът е разпространен в Япония.